# Santa Cruz do Rio Pardo
Santa Cruz do Rio Pardo es un municipio del estado de São Paulo. 

## Historia
Santa Cruz do Rio Pardo comenzó su historia cuando un grupo de portugueses que pasaban por la región y para espantar los animales salvages e indios que aquí vivían, colocaron una cruz cerca del río es la incendiaron. Los animales y los indios dejaron la región, y así comenzó el proceso de colonización del municipio que recibió ese nombre en razón de la cruz y del río Pardo.

## Geografía
Su población se estima en 42.259 habitantes, según el IBGE. Su extensión territorial es de 1.116,377 km², el que le confiere una densidad demográfica de aproximadamente 37,9 hab/km².

### Demografía
Datos del Censo - 2000
Población total: 40.919
- Urbana: 35.120
- Rural: 5.799
- Hombres: 20.275
- Mujeres: 20.644

Densidad demográfica (hab./km²): 36,65
Mortalidad infantil hasta 1 año (por mil): 11,89
Expectativa de vida (años): 73,50
Tasa de fecundidad (hijos por mujer): 1,97
Tasa de alfabetización: 91,59%
Índice de Desarrollo Humano (IDH-M): 0,811
- IDH-M Salario: 0,749
- IDH-M Longevidad: 0,808
- IDH-M Educación: 0,876

(Fuente: IPEAFecha)

### Hidrografía
- Río Pardo
- Arroyo Mandassaia
- Arroyo da Onça
- Arroyo São domingos
- Arroyo Alambari

### Carreteras
- SP-327